# Ellen Christi
Ellen Christi (* 7. März 1958 als Ellen Christerson in Chicago) ist eine US-amerikanische Sängerin des Creative Jazz und Musikproduzentin.

## Leben und Wirken
Christi studierte von 1973 bis 1975 in ihrer Geburtsstadt Klavier bei Jack Hubal. Dann zog sie nach New York City, wo sie von 1976 bis 1980 ihre Studien bei Jaki Byard fortsetzte. Ihr Debütalbum Sounds of Life (mit Tom Bruno) erschien 1976. Bei Jeanne Lee studierte sie Vokaltechnik und Bewegung. Dann nahm sie Unterricht in Belcanto bei der Opernsängerin Galli Campi.
Christi war eine der Gründerinnen des New York City Artists’ Collective, das 1982 mit Butch Morris arbeitete und aufnahm. 1983 trat sie auf dem Sound Unity Festival im Ensemble William Parker mit ihren Kolleginnen Jeanne Lee und Lisa Sokolov auf. 1992 sang sie in dessen Zyklus „Song Cycle“ (CD). Gemeinsam mit Jürg Solothurnmann, Roger Girod und Thomas Hirt vertonte sie Lyrik von E. E. Cummings. Weiterhin arbeitete sie mit Ray Anderson, Mark Dresser, Reggie Workman, Rashied Ali, Tony Scott, Ed Blackwell, Kenny Wheeler, Steve McCall, Rahn Burton, Roy Campbell, Christoph Gallio und Hans Koch.
Neben die Arbeit mit ihrem Ensemble Alliens’ Talk und Joe Gallants Illuminati sind in den letzten Jahren in Italien Projekte mit Fiorenzo Sordini, Luigi Archetti, Claudio Lodati, Carlo Actis Dato und Enrico Fazio getreten, während sie in der Schweiz mit dem Trio illustrio gearbeitet hat.
Daneben ist Christi als Produzentin für die Bliss Corporation in Turin tätig, die Tanzmusik produziert und gründete das unabhängige Jazzlabel Network Records.

## Diskografische Hinweise
- Live at Irving Plaza (1984)
- Instant Reality (1995)
- Blues for Allah (1996)
- Aliens’ Talk (1998)
- Deep Beats (2001)
- Gary Hassay, Ellen Christi Tribute to Paradise (2004)